# GPO Film Unit
GPO Film Unit byla odnoží britského Ústředního ředitelství pošt, jednou z hlavních tvůrčích skupin britského meziválečného dokumentu.
Pod ochrannými křídly ředitelství pošt ji roku 1933 založil a vedl John Grierson, jejím cílem byla finanční podpora natáčení dokumentárních filmů. Nejznámějším vyprodukovaným filmem byla Noční pošta (Night Mail, 1936) s hudbou Benjamina Brittena a avantgardní poezií Wystana Hugh Audena. Členy skupiny byli Humphrey Jennings, Alberto Cavalcanti, Paul Rotha, Harry Watt, Basil Wright.
Roku 1940 se GPO Film Unit transformovala na Crown Film Unit, kontrolovanou ministerstvem informací.

## Citace
- „Dokumentární hnutí je od svých počátků dobrodružstvím pozorování každodenního života. V podstatě by mohlo jít o hnutí novinářské, rozhlasové či malířské. Jeho hlavní síla je v sociální oblasti, nikoliv estetické.“ – John Grierson (1939)